# Кондеміос-де-Арріба
Кондеміос-де-Арріба (ісп. Condemios de Arriba) — муніципалітет в Іспанії, у складі автономної спільноти Кастилія-Ла-Манча, у провінції Гвадалахара. Населення — 155 осіб (2010).
Муніципалітет розташований на відстані близько 100 км на північний схід від Мадрида, 65 км на північ від Гвадалахари.
На території муніципалітету розташовані такі населені пункти: (дані про населення за 2010 рік)
- Альдеануева-де-Атьєнса: 44 особи
- Кондеміос-де-Арріба: 111 осіб

## Демографія
Динаміка населення (INE ):

## Галерея зображень

Розташування муніципалітету у провінції Гвадалахара
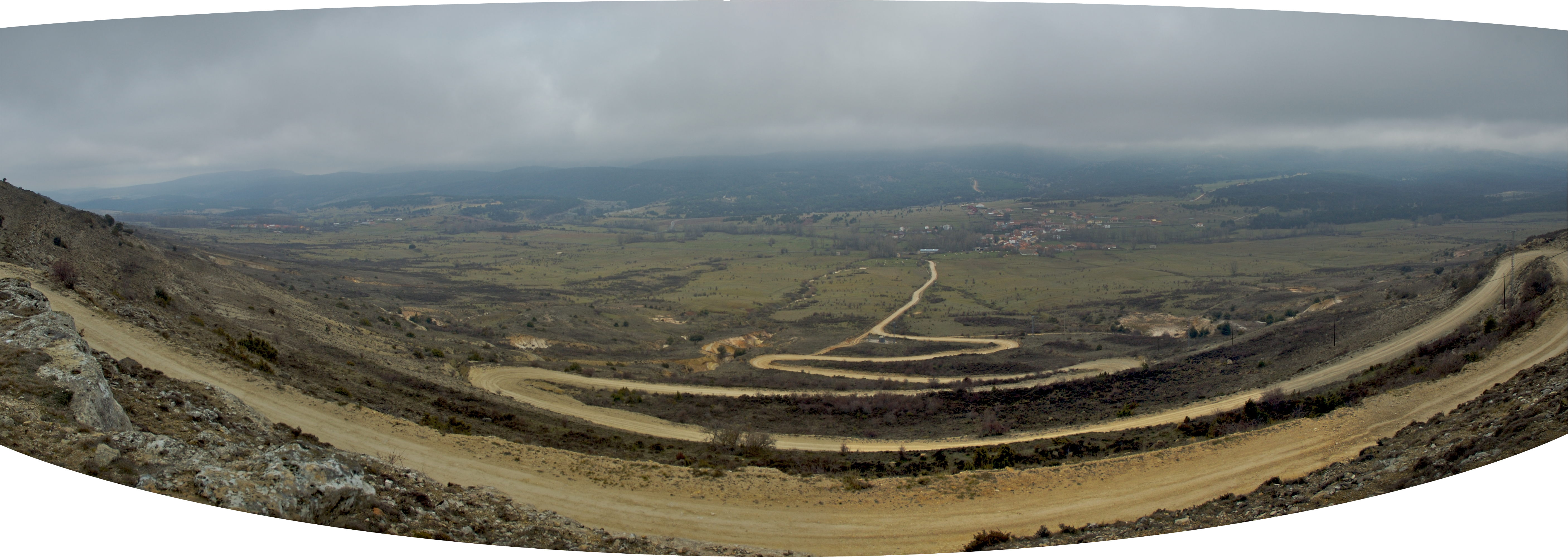
Кондеміос-де-Арріба